# Bermejo (folyó)

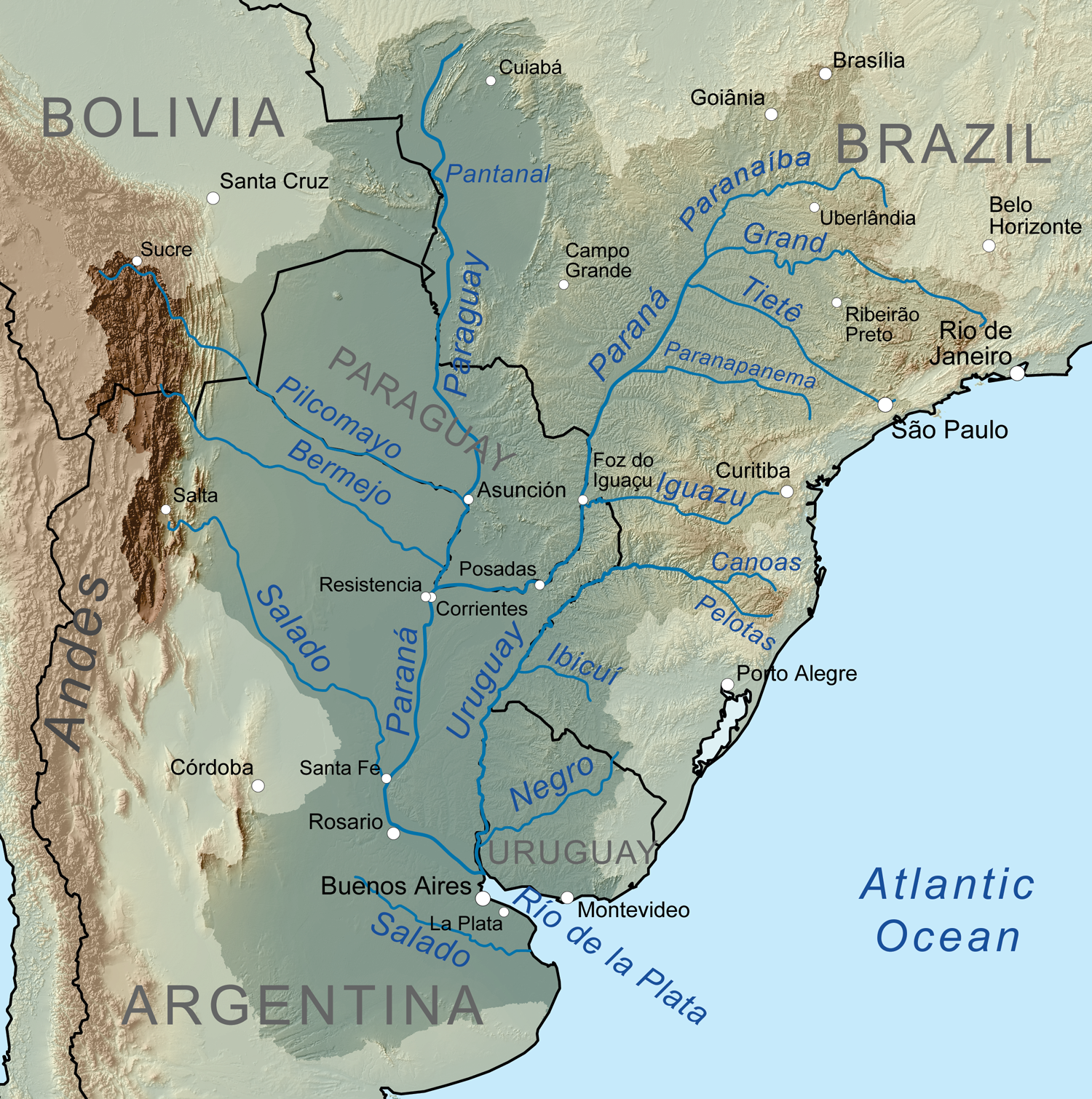
A Rio de la Plata medencéjének térképe, amely mutatja a Bermejo folyó egyesülését a Paraguay folyóval Resistenciától északra.

A Bermejo folyó (spanyol, Río Bermejo) a Paraguay mellékfolyója Dél-Amerikában, amely Bolíviában ered és az argentínai Paraguay folyóba torkollik. A folyót általában Bermejónak hívják annak ellenére, hogy útja mentén különböző neveket kap, de vannak saját amerikai őslakos nevei is: vicsi nyelven Teuco, a guaraní nyelven pedig Ypitá. Az argentin Gran Chaco síkságain a Bermejo vizes élőhelyeket alkot, és két ágra szakad. A déli ág a régi Bermejo folyó medre, ma Río Bermejito nevű időszakos vízfolyás. Az északi ág ma a Bermejo főága, és a Teuco folyó (Río Teuco), Bermejo Nuevo, vagy egyszerűen Bermejo folyó.  A két ág a  Villa Río Bermejito közelében találkozik, így alkotva az Alsó Bermejo folyót. 
A Bermejo folyó 1060 km hosszú, és vízgyűjtő területe 123 000 km2. Éves átlagos vízhozama rendszertelen, és 20 m3/s és 14 000 m3/s között változik.
A folyó a Sierra de Santa Victoria nevű hegyvonulatban ered, a koordináták környékén, Tarija közelében, néhány kilométerre délkeletre a bolíviai Chaguayától, és nem messze az argentin Jujuy tartomány Quiacától. Általában délkeleti irányt tart. Legfőbb mellékfolyói a Lipeo folyó, lejjebb pedig a Grande de Tarija, az Iruya folyó és a San Francisco folyó. Az Argentína és Bolívia közötti nemzetközi határ részét képezi.
A Bermejo nem hajózható. A 19. század végén számos kísérletet tettek a folyó kereskedelmi hajózhatóságának megnyitására, de ezek mindegyike kudarcba fulladt, főként a folyó sekély vize miatt, amely hatalmas mennyiségű hordalékot szállít. A Baktérítő közelében a folyó kettéválik; a kisebb déli ág, a Bermejito, és az északi ág, amely a Teuco folyó néven ismert (más néven Bermejo vagy Bermejo Nuevo). Salta tartományt elhagyva a Teuco a provinciák Chaco és Formosa közötti határt jelöli.
A Bermejito szakaszos és kanyargós, Chaco tartományt a El Impenetrable dzsungel közelében szeli át. A folyó partján ma is láthatók az egykori városok romjai: Concepcion del Bermejo, San Bernardo de Vértiz, és La Cangayé.
A Teuco követi a folyását a végállomásig és a Paraguay folyóba torkollik, Pilar város előtt, Paraguayban.
A folyó vörös színű üledékeket szállít, és szabálytalan zátonyokat hoz létre, amelyek akár meg is változtathatják a folyását, a régebbi medret nedves mélyedésekként hagyva meg.

## Fordítás
Ez a szócikk részben vagy egészben  a   Bermejo River című angol Wikipédia-szócikk ezen változatának fordításán alapul.  Az eredeti cikk szerkesztőit annak laptörténete sorolja fel. Ez a jelzés csupán a megfogalmazás eredetét és a szerzői jogokat jelzi, nem szolgál a cikkben szereplő információk forrásmegjelöléseként.